# Herbata jęczmienna
Herbata jęczmienna – napar na bazie prażonego ziarna jęczmienia, używany w Azji Wschodniej m.in. w Chinach, Japonii, Korei Południowej. Jest to napój charakteryzujący się orzechowym, słodko-gorzkim smakiem, mniej cierpki niż herbata z liści herbaty. W przeciwieństwie do kawy i tradycyjnej herbaty nie zawiera kofeiny dzięki czemu można ją pić zamiast wody. Tradycyjnie herbata jęczmienna nie jest słodzona.

## Nazwy
W Chinach herbata jęczmienna nazywana jest dàmài chá (大麦茶; 大麥茶) lub mài chá (麦茶; 麥茶).
W Japonii herbata jęczmienna nazywa się mugi-cha (麦茶).
W Korei Południowej herbata jęczmienna nazywana jest bori-cha (보리차).

## Herbata
Herbata jęczmienna jest spożywana w krajach azjatyckich od wieków. W Japonii herbata zbożowa, (początkowo z prażonej pszenicy lub ryżu), jest znana od początku X wieku, pojawiła się w okresie Heian. Herbata jęczmienna pojawiła się natomiast ok. 1517 roku, kiedy Hideyoshi Toyotomi zorganizował ceremonię parzenia herbaty w świątyni w Kioto. W okresie Edo, stała się już popularna i była sprzedawana na ulicznych straganach specjalizujących się w herbacie jęczmiennej. Pierwotnie prażone nasiona jęczmienia były gotowane z wodą, (metoda nadal powszechnie stosowana w Korei). Obecnie najczęściej jest zaparzana w czajniczkach do herbaty. W Korei palony jęczmień jest często łączony z ziarnem kukurydzy, ponieważ słodycz kukurydzy rekompensuje lekko gorzki smak jęczmienia, herbata ta jest nazywana oksusu-bori-cha (herbata jęczmienno-kukurydziana). W Japonii, herbata mugicha, w restauracjach, jest dostępna bezpłatnie w ramach samoobsługi, oraz używana ogólnie w gospodarstwach domowych, jako zimny orzeźwiający napój letni. W Korei borichę natomiast podaje się przez cały rok, zimną w upalne lato i gorącą w zimie, zwykle zamiast wody w  domach i restauracjach.
Herbata jęczmienna w Chinach jest używana głównie w okresie zimowym, bywa też stosowana w tradycyjnej medycynie chińskiej, zawiera jednak gluten i nie jest zalecana dla osób na diecie bezglutenowej. Ponieważ herbata jęczmienna nie zawiera kofeiny, jest w pełni bezpieczna do picia przez dzieci.
W Japonii torebki herbaty zawierające mielony palony jęczmień, stały się obecnie bardziej popularne niż tradycyjne całe ziarna jęczmienia. Firma Hitachiya Honpo jako pierwsza w Japonii opracowała herbatę jęczmienną w torebkach, i w 1963 roku zaczęła je sprzedawać pod nazwą "Edo Barley Tea Bag".
Produkt z mielonego ziarna palonego jęczmienia, w połączeniu z cykorią i innymi dodatkami, jest również sprzedawany jako substytut kawy bezkofeinowej.

## Woda jęczmienna
Tradycyjny popularny napój spożywany w krajach azjatyckich. Woda jęczmienna jest również popularna w Meksyku, Hiszpanii (agua de cebada) i Wielkiej Brytanii (barley water). Jest przyrządzana przez gotowanie surowych, niepalonych ziaren jęczmienia w wodzie, (w krajach hiszpańskojęzycznych, jest też wytwarzana ze słodu jęczmiennego). Woda jęczmienna jest zwykle słodzona, lub mieszana z sokiem owocowym, aby uzyskać napój podobny do lemoniady. Jest też często aromatyzowana skórką cytrynową lub sokiem z cytryny.

### Ciekawostki
Królowa Elżbieta II znana była z codziennego picia barley water, czyli wody jęczmiennej. Przepis na The Royal Barley Water jest znany w Anglii od wielu lat.
Na bazie wody jęczmiennej został wyprodukowany w 1935 roku, przez firmę Robinson and Belville Ltd, napój Robinsons, używany m.in. przez  zawodników i sędziów uczestniczących w zawodach tenisowych Wimbledonu. Jednak Robinsons i Wimbledon w 2022 roku zakończyli swoją 86-letnią współpracę.

### Korzyści zdrowotne
Jest m.in. źródłem kwercetyny, która może poprawiać pracę serca i ciśnienie krwi. Wykazuje również właściwości przeciwbólowe oraz przeciwzapalne. Całe ziarna jęczmienia zawierają witaminy z grupy B, oraz minerały m.in.: żelazo, selen, magnez i mangan, ale nie jest jasne, jaka ilość tych składników przechodzi do wody jęczmiennej podczas procesu parzenia. Amerykańska Agencja Żywności i Leków (FDA), badała i raportowała pewne korzyści z picia wody jęczmiennej, w przypadkach chorób serca czy wysokiego poziomu cholesterolu, oraz obniżania poziomu cukru we krwi. Potrzeba jednak więcej badań naukowych, aby lepiej poznać potencjalne korzyści płynące z picia tego napoju.

## Napój gazowany
W Japonii wytworzono butelkowany gazowany napój na bazie prażonego jęczmienia. Nie jest to jednak jęczmienna herbata gazowana, ale napój gazowany wykonany z prażonego jęczmienia i fruktozy winogronowej. Podobny produkt jest też wytwarzany w Korei Południowej.

Przeczytaj ostrzeżenie dotyczące informacji medycznych i pokrewnych zamieszczonych w Wikipedii.